# Joker (女神异闻录5)
Joker是2016年由Atlus发布的角色扮演游戏《女神异闻录5》的主角。Joker是一名高中二年级学生，因某位腐败政治家（狮童正义）的诬陷而被退学。因此离开故乡并搬至东京和一位父母的朋友一起度过为期一年的缓刑期。在转学至一所新校后，与其他学生觉醒一种名为“人格面具”的超自然力量，甚至组成一个名为“心之怪盗团”的治安组织，目的是探索异世界，以从人们身上消除邪恶意图（即人类潜意识欲望的物理表现组成的超自然领域）。
Joker曾以客串形式出现在许多系列衍生媒体中，例如在跨界格斗游戏《任天堂明星大亂鬥 特別版》中作为可玩角色登场。该角色由《女神异闻录》系列的艺术家副島成記设计，日语配音是福山潤，英语配音则是山德·莫布斯。此外，演员猪野广树在游戏的舞台剧中扮演Joker。虽然玩家可以在游戏中自由命名Joker，但在大多数场合中都被命名为雨宫莲，而在漫画改编中是來棲曉。

## 开发设计
Joker由设计师副岛成记为2016年的角色扮演电子游戏《女神异闻录 5》创作的男性少年角色。在游戏中，他是一名高中二年级学生，被日本内阁中有影响力的政治家狮童正义指控犯有袭击罪。当Joker在家乡夜晚行走时目睹狮童骚扰一名女下属，由于狮童醉酒，导致他摔倒和头部受伤。狮童之后将责任推到路过的Joker身上，并强迫他的下属向警方证明是Joker推了他。在法庭听证会上，Joker被告知必须接受一年缓刑并转到东京的一所学校“秀尽学园”，因为这是唯一一所愿意接受他犯罪记录的学校。在需要住所的情况下，Joker父母的熟人佐倉惣治郎提出让他住在他的「盧布朗」咖啡馆。 
在秀尽学园期间，他和其他学生觉醒名为“人格面具”的超自然力量，成为一群被名为“心之怪盗团”的义务警员并探索“异世界”，一个由人类潜意识欲望的实体化组成，以改变成年人心中的恶意。尽管主要是一个沉默的主角，但Joker偶尔在过场动画和战斗中说出简短的词；由福山潤以日语配音，英语配音则是由山德·莫布斯配音。福山在制作该系列时使用两种不同的语调，并为自己的表现感到自豪。虽然玩家可以自由选择Joker的名字，但他的“怪盗团”代号被认为是最常用的名字，官方动画版设定的名字为“雨宫莲”。  在游戏的漫画改编中使用“來棲曉”的名字。制作动画的制片人选择“雨宫莲”这个名字，认为他的全名在日语中的意思为莲花雨宫，听起来“相当富有诗意”。制片人进一步表示，重塑动画中的Joker具有挑战性，但好在最终获得成功。
Joker是心之怪盗团的首领，也是唯一可以进入天鹅绒房间的成员，因为他拥有“万能卡”，能够同时拥有多个“人格面具”并将它们融合一起创造更强大的“人格面具”。 Joker的主要“人格面具”是亚森，当他无法使用“人格面具”的力量时，会使用刀和手枪进行战斗。Joker的终极“人格面具”是撒旦耶爾，在諾斯底主義中相当于魔鬼，是一位可以掌控七大罪力量的神。Joker原本最初的“人格面具”是德国恶魔梅菲斯托費勒斯，但亚森更符合游戏的主题，因此更改为后者。Joker的主要灵感来源于原版的亚森·罗宾、怪人二十面相和石川五右卫门。他的第一份角色草图是在2012年完成的。副岛与游戏总监桥野桂密切合作，使Joker和其他角色能够正确地反映游戏的主题。Joker留着凌乱的黑色波浪发，深灰色的眼睛，大部分休闲和校服都戴着一副黑色眼镜。 在“异世界”中，他的服装变成带有化装舞会面具风格的黑色风衣和短靴鞋，这被描述为在“美好时代”的时尚设计后制作的。 
由于《女神异闻录 5》的主题和叙事线围绕着Joker自愿选择的路线引发的犯罪和义警，因此剧情设计师副岛想要让玩家决定对话选项的同时，让人物设计能够传达这一点。由于各种问题，Joker在经历多次设计的过程，最终找到最好的设计。由于“幻盗”概念在小说中是一个常见的刻板印象，因此副岛最初以类似于少年漫画的风格绘制Joker和游戏的其他主要角色，但这些设计与该系列的现实主义美学不相符。副岛将他的设计比喻为一只黑豹，这与《女神異聞錄4》的主角鸣上悠形成鲜明对比，后者被设计成忠诚与真诚的狗的形象。副岛强调他设计的双面性，与怪盗团成员过着双重生活的主题相呼应。 尽管Joker的制服造型给人留下慈善和忠诚于制度的印象，但他真正的本性却是自由奔放、叛逆不羁，是那种事事瞒天过海的人。 

## 登场
Joker作为游戏的主要可操作角色首次登场是在《女神异闻录5》中，并且还出现在系列衍生游戏《女神異聞錄5 星夜熱舞》、《女神异闻录 Q2：新电影迷宫》、《P5S 女神異聞錄5 亂戰 魅影攻手》和《P5X 女神異聞錄：夜幕魅影》中出现。  他还是2018年跨界格斗游戏《任天堂明星大亂鬥 特別版》中的可玩角色。于2019年4月作为有偿可下载内容发行。 Joker也在其他无关的游戏中露面，如《龙之信条Online》、  《梦幻之星在线2》、《红莲之王Re:3》、《音速小子武力》、 《龍族拼圖》、《碧蓝幻想》，《凯瑟琳：全身》，《星之海洋：回忆录》，《另一个伊甸 超越时空的猫》，《幻影異聞錄♯FE Encore》，和《灵魂骇客2》。在该游戏的日本舞台剧改编中，由猪野广树饰演。

## 评价
Joker的评价一直是正面的，他的粉丝艺术和角色的cosplay很受欢迎。 在《女神异闻录 5》公开后，日本粉丝称因他与《哈利·波特》系列主角哈利·波特的相似之处而给他起了“波特”这个昵称。在被宣布成为任天堂跨界格斗游戏《任天堂明星大亂鬥 特別版》中的可下载内容角色时，游戏总监和《女神异闻录》系列的粉丝樱井政博表示，Joker代表了他想要采取的DLC方式，并补充说他想要“独特”、“不同”和“有趣”的角色在《超级马里奥兄弟》环境中使用。 Joker在《特別版》中的出现受到赞扬，游戏记者们注意到他的细节以及在《女神异闻录5》中转换的忠实程度，以及操控Joker的总体乐趣。  USGamer批评他在动画改编中相对沉默的性格，并将他与《女神異聞錄4 ：动画版》中较健谈的主人公鸣上悠进行负面对比。 尽管如此，他与明智吾郎的关系还是受到赞扬。 山德·莫布斯的配音受到Siliconera的称赞。
Joker的各种周边商品，如手办和可动人偶等已经发售。    一款以他在游戏中使用的手枪为蓝本的气动手枪于2019年4月在日本发售。2019年6月，日本时尚品牌SuperGroupies也推出以他的怪盗套装为主题的周边商品和相关配件。他的Amiibo手办于2020年10月发布。

## 外部连接
- Profile page at Atlus.com
- Profile page at p5ausa.com
- Super Smash Bros. profile